# Sianoa Smit-McPhee
Sianoa Smit-McPhee (* 21. Februar 1992 in Adelaide, South Australia) ist eine australische Schauspielerin.

## Leben und Karriere
Sianoa Smit-McPhee wurde 1992 in Adelaide, Australien geboren und ist seit 2004 als Schauspielerin aktiv. Ihr Vater Andy und ihr Bruder Kodi sind ebenfalls als Schauspieler aktiv.
Sie war bereits im Alter von drei Jahren, inspiriert durch ihren Vater, daran interessiert, Schauspielerin zu werden. Zu ihren Auftritten in Filmen gehört u. a. Touchback aus dem Jahre 2011. Sie spielte wiederkehrende Rollen in australischen Fernsehserien, u. a. in der Seifenoper Nachbarn. Von 2009 bis 2011 spielte sie eine Hauptrolle in der HBO-Serie Hung – Um Längen besser. Sie hatte außerdem Gastauftritte in den US-Serien It’s Always Sunny in Philadelphia und Criminal Minds.

## Filmografie (Auswahl)
- 2004: Blue Heelers (Fernsehserie, Episode: 11x36)
- 2005–2007: Nachbarn (Neighbors, Fernsehserie, 88 Episoden)
- 2007–2009: As the Bell Rings (Fernsehserie, 27 Episoden)
- 2009–2011: Hung – Um Längen besser (Hung, Fernsehserie, 30 Episoden)
- 2011: Touchback
- 2012: Firelight (Fernsehfilm)
- 2012: It’s Always Sunny in Philadelphia (Fernsehserie, Episode: 8x03)
- 2013: All Cheerleaders Die
- 2014: Criminal Minds (Fernsehserie, Episode: 9x16)
- 2014: Mall: Wrong Time, Wrong Place (Mall)
- 2016: Fallen – Engelsnacht (Fallen)
- 2016: The Kettering Incident (Fernsehserie, 8 Episoden)